# Guillermo García (futbolista)
Guillermo "Puskas" García (León de Los Aldama; 3 de enero de 1947-24 de agosto de 2021) fue un futbolista mexicano que jugaba como defensa.

## Trayectoria
Estuvo bajo contrato con el Club León a finales de los años 1960 y principios de los 1970, con quien ganó dos veces seguidas la Copa México y Campeón de Campeones en las temporadas 1970-71 y 1971-72. Luego se mudó al rival de la ciudad, Unión de Curtidores, que estuvo representado en la Primera División por primera vez en 1974-75.

## Palmarés

### Títulos nacionales
| Título               | Equipo | País   | Año     |
| -------------------- | ------ | ------ | ------- |
| Copa México          | León   | México | 1966-67 |
| Copa México          | León   | México | 1970-71 |
| Campeón de Campeones | León   | México | 1970-71 |
| Copa México          | León   | México | 1971-72 |
| Campeón de Campeones | León   | México | 1971-72 |